# Lorenzo Quinn

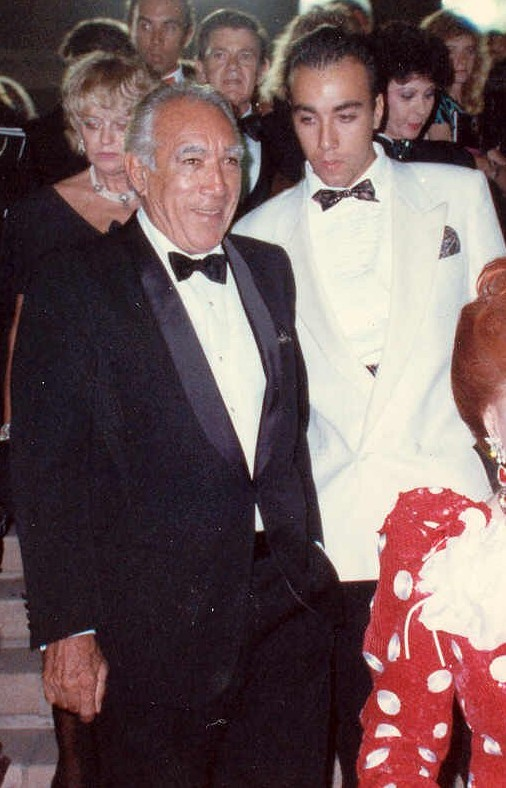
Anthony Quinn (till vänster) med sin son Lorenzo Quinn (till höger) vid 1988 års Oscarsgala

Lorenzo Quinn, född 7 maj 1966 i Rom i Italien, är en spansk-amerikansk skulptör och före detta skådespelare.
Lorenzo Quinn är son till Anthony Quinn. Han bor i Barcelona med fru och två söner.

## Filmografi
- 1988 - Onassis - Världens rikaste man
- 1989 - Stradivari
- 1991 - Dalí
- 1991 - Oriundi